# Progradungula
Progradungula es un género de arañas araneomorfas de la familia Gradungulidae. Se encuentra en Australia.

## Lista de especies
Según The World Spider Catalog 11.5:
- Progradungula carraiensis Forster & Gray, 1979
- Progradungula otwayensis  Milledge, 1997